# Жан-Франсуа д'Орже
Жан-Франсуа д'Орже (фр. Jean-François d'Orgeix, 15 квітня 1921 — 4 липня 2006) — французький вершник.
Бронзовий призер Олімпійських Ігор 1948 року в індивідуальному конкурі, учасник 1952 року.